# 2015年歐洲運動會拳擊比賽
2015年歐洲運動會拳擊比賽於2015年6月16日至6月27日在Crystall Hall舉行。賽事包括男子10個項目、女子5個項目，和奧運一樣根據國際拳擊協會的規則和形式。

## 獎牌得主

### 男子
| 項目         | 金牌                                    | 银牌                                  | 铜牌                                                              |
| 49公斤級     | Bator Sagaluev · 俄罗斯（RUS）          | 布伦丹·欧文 · 爱尔兰（IRL）           | Muhammed Ünlü · 土耳其（TUR）Dmytro Zamotayev · 乌克兰（UKR）     |
| 52公斤級     | Elvin Mamishzada · 阿塞拜疆（AZE）      | 温琴佐·皮卡尔迪 · 意大利（ITA）       | Hamza Touba · 德国（GER）Viliam Tankó · 斯洛伐克（SVK）           |
| 56公斤級     | Bakhtovar Nazirov · 俄罗斯（RUS）       | Dzmitry Asanau · 白俄罗斯（BLR）      | Tayfur Aliyev · 阿塞拜疆（AZE）Qais Ashfaq · 英国（GBR）          |
| 60公斤級     | Albert Selimov · 阿塞拜疆（AZE）        | Sofiane Oumiha · 法国（FRA）          | Seán McComb · 爱尔兰（IRL）Mateusz Polski · 波兰（POL）           |
| 64公斤級     | 洛伦索·索托马约尔 · 阿塞拜疆（AZE）     | 温琴佐·曼贾卡普雷 · 意大利（ITA）     | Viktor Petrov · 乌克兰（UKR）Kastriot Sopa · 德国（GER）          |
| 69公斤級     | Parviz Baghirov · 阿塞拜疆（AZE）       | Alexander Besputin · 俄罗斯（RUS）    | Josh Kelly · 英国（GBR）Yaroslav Samofalov · 乌克兰（UKR）        |
| 75公斤級     | Michael O'Reilly · 爱尔兰（IRL）        | Xaybula Musalov · 阿塞拜疆（AZE）     | Maxim Koptyakov · 俄罗斯（RUS）Zoltán Harcsa · 匈牙利（HUN）      |
| 81公斤級     | 泰穆尔·马马多夫 · 阿塞拜疆（AZE）       | Valentino Manfredonia · 意大利（ITA） | Pavel Silyagin · 俄罗斯（RUS）亞歷山大·希日尼亞克 · 乌克兰（UKR） |
| 91公斤級     | Abdulkadir Abdullayev · 阿塞拜疆（AZE） | Gevorg Manukian · 乌克兰（UKR）       | Sadam Magomedov · 俄罗斯（RUS）Josip Filipi · 克罗地亚（CRO）     |
| 91公斤以上級 | 乔·乔伊斯 · 英国（GBR）                 | Gasan Gimbatov · 俄罗斯（RUS）        | Tony Yoka · 法国（FRA）Mahammadrasul Majidov · 阿塞拜疆（AZE）    |

### 女子
| 項目     | 金牌                                | 银牌                              | 铜牌                                                          |
| 51公斤級 | 尼古拉·亚当斯 · 英国（GBR）         | Sandra Drabik · 波兰（POL）       | Elif Coşkun · 土耳其（TUR）Saiana Sagataeva · 俄罗斯（RUS）   |
| 54公斤級 | Elena Savelyeva · 俄罗斯（RUS）     | Marzia Davide · 意大利（ITA）     | Anna Alimardanova · 阿塞拜疆（AZE）Azize Nimani · 德国（GER） |
| 60公斤級 | 凯蒂·泰勒 · 爱尔兰（IRL）           | 埃丝特勒·莫瑟利 · 法国（FRA）     | Yana Alekseevna · 阿塞拜疆（AZE）Tasheena Bugar · 德国（GER） |
| 64公斤級 | Anastasia Belyakova · 俄罗斯（RUS） | Valentina Alberti · 意大利（ITA） | Sandy Ryan · 英国（GBR）Aneta Rygielska · 波兰（POL）         |
| 75公斤級 | 瑙赫卡·丰泰因 · 荷兰（NED）         | Anna Laurell Nash · 瑞典（SWE）   | Sarah Scheurich · 德国（GER）Lidia Fidura · 波兰（POL）       |